# 예산 수덕사 대웅전
예산 수덕사 대웅전(禮山 修德寺 大雄殿)은 대한민국 충청남도 예산군, 수덕사에 있는 고려시대의 불전이다. 1962년 12월 20일 대한민국의 국보 제49호로 지정되었다.
정면 3칸, 측면 4칸으로 구성된 맞배집이며, 공포는 2출목으로 되어 있고 대체적으로 부석사 무량수전과 같은 형식이나, 초방(草枋) 위에 주심(柱心)도리를 지탱하는 우미량(樑)이 무량수전의 직선적인 것과는 달리 심한 곡선으로 변했고, 또 내반(內反)된 소슬, 장식적인 대공, 쇠혀처럼 뻗은 두공(頭工)의 끝 등 전반적으로 무량수전에 비해 고려 후기의 성격을 나타낸다. 1940년에 수리했을 당시 나온 묵서명(墨書銘)에 의하여 그 건물의 건축년대가 1308년임이 확인되었다.

## 개요
수덕사는 덕숭산에 자리잡고 있는 절로, 절에 남겨진 기록에는 백제 후기 숭제법사가 처음 짓고 고려 공민왕 때 나옹이 다시 고친 것으로 기록되어 있고, 또 다른 기록에는 백제 법왕 1년(599)에 지명법사가 짓고 원효가 다시 고쳤다고도 전한다.
석가모니불상을 모셔 놓은 대웅전은 고려 충렬왕 34년(1308)에 지은 건물로, 지은 시기를 정확하게 알 수 있는 우리 나라에서 가장 오래된 목조건물 중의 하나이다. 앞면 3칸·옆면 4칸 크기이며, 지붕은 옆면에서 볼 때 사람 인(人)자 모양을 한 맞배지붕으로 꾸몄다. 지붕 처마를 받치기 위한 구조가 기둥 위에만 있는 주심포 양식이다. 앞면 3칸에는 모두 3짝 빗살문을 달았고 뒷면에는 양쪽에 창을, 가운데에는 널문을 두었다.
대웅전은 백제 계통의 목조건축 양식을 이은 고려시대 건물로 특히 건물 옆면의 장식적인 요소가 매우 아름답다. 또한 건립연대가 분명하고 형태미가 뛰어나 한국 목조건축사에서 매우 중요한 문화재로 평가 받고 있다.

## 건축 양식
충청남도 예산군 덕산면 사천리에 위치한 수덕사 대웅전은 1928년 단청을 새로이 할 때 본래 있던 벽화 뒤에서 나온 묵서 지대원년 무심 4월 17일에 의하면 충렬왕 34년(1308년)에 건축된 것으로 추정된다. 수덕사 대웅전은 사찰 경내에서 가장 높은 대지에 남향으로 자리잡고 있는 건물이다.
건축양식을 살펴보면 전면 기단은 장방형의 화강석을 바른층쌓기로 6단을 쌓아 10척 높이를 이루었으며, 후면은 2단쌓기로 하고, 전면의 양측에는 계단을 설치하였고, 건물은 전면이 3칸, 측면이 4칸인데, 평면으로 보아 전면과 측면의 비가 1 : 1.315가 되어 전면이 긴 장방형의 평면을 이루고 있으며, 주심포계의 맞배지붕을 한 불전이다. 축대를 겸한 기단 위에 초석을 놓고 배흘림기둥을 세워 창방으로 기둥 윗몸을 결구하고 공포를 기둥 위에만 짜놓으며, 공포는 외2출목공포로 기둥 윗몸에서 헛참차가 나와 외출목을 구성하고, 출목 소로 위에 끝이 앙서된 살미첨차를 놓았다. 이 첨차의 기둥 안쪽은 보아지를 이루고 있다. 그리고 주두와 소로는 굽받침이 있고, 굽면이 곡면이다. 헛참차와 살미첨차의 밑면에는 연화두형수식이 있고 살미첨차의 위에는 소로를 놓아 퇴보머리를 받치는데 퇴보머리는 앙서형이다. 퇴보머리와 결구된 행공첨차와 그 위의 소로는 단장여를 받치고, 단장여는 다시 외출목도리를 받치고 있다.
가구에의 특징은 아름다운 우미량의 도리와 도리 사이를 결구하고, 종도리를 안으로 아름답게 휘어진 솟을합장으로 물고 있는 점이며, 장식적이고 화려한 조각과 아름다운 곡선을 보이는 부재 등은 다른 건물에서 볼수 없는 예이다.

## 사진

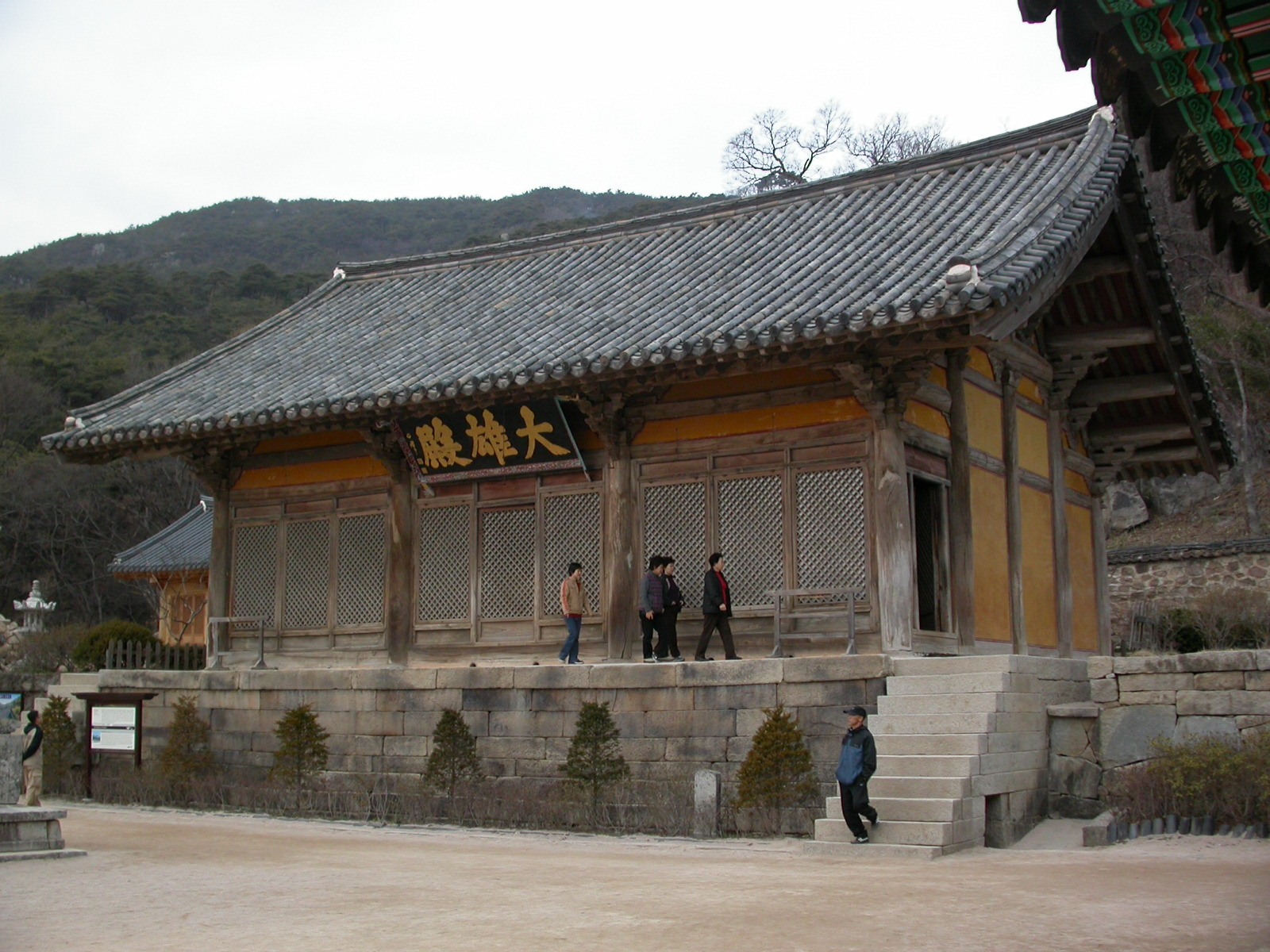
대웅전
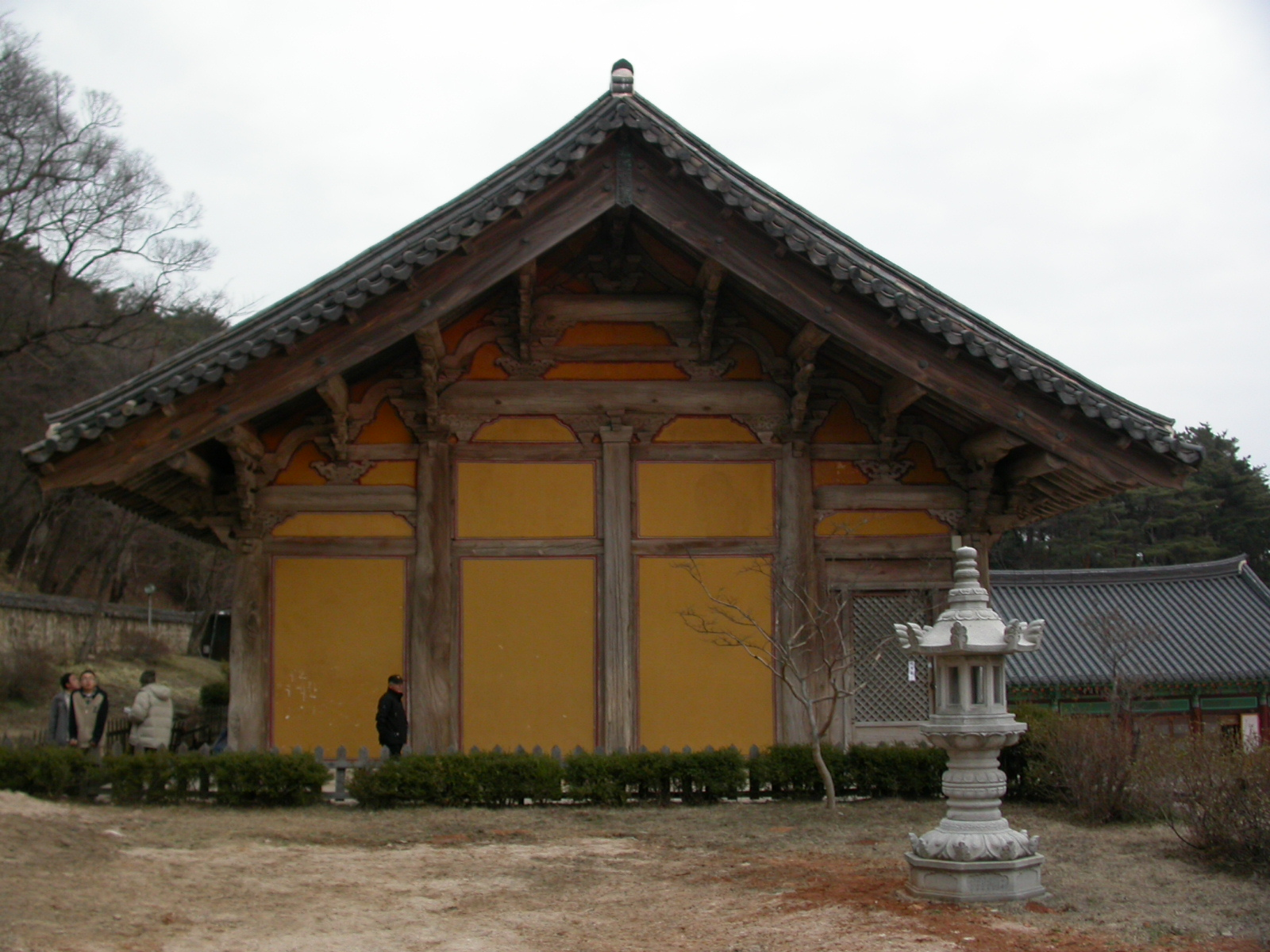
대웅전 옆면

## 같이 보기
- 수덕사
- 예산 수덕사 목조석가여래삼불좌상 및 복장유물 - 보물 제1381호

## 참고 자료
- 위키미디어 공용에 예산 수덕사 대웅전 관련 미디어 분류가 있습니다.
- 예산 수덕사 대웅전 - 국가유산청 국가유산포털